# Eastern Mennonite University
Eastern Mennonite University (EMU) är ett privat mennonitiskt universitet i staden Harrisonburg i den amerikanska delstaten Virginia som grundades år 1917. Universitetet har ytterligare ett campusområde i Lancaster i Pennsylvania för studerande inom arbetslivet. Alla studenter vid EMU deltar i interkulturella studier; de flesta tillbringar en termin i ett annat land. Lärarna har vanligtvis erfarenhet av att ha bott utomlands, många har varit i utlandet inom ramarna av Fulbrightprogrammet. Ungefär hälften av EMU:s 1 500 studenter är mennoniter.
Den kristna tron främjas aktivt inom campusområdet genom bibelstudier i studentkorridorer och studenter har tillgång till bönepartners året om. Universitetes mennonitiska profil syns i att fredsfrågor, global gemenskap och hållbar utveckling lyfts fram som kristna värderingar. Mottagaren av Nobels fredspris Leymah Gbowee har studerat vid EMU.
Universitetets liberala värderingar i frågor som har med internationalism att göra har inte förhindrat en konservativ attityd i moralfrågor. År 2003 avskedades två lärare på grund av homosexuellt beteende. Samkönade äktenskap är inte tillåtna i Virginia.